# Riesentaschenratten
Riesentaschenratten oder Taltuzas (Orthogeomys) sind eine Gattung der Taschenratten (Geomyidae) mit elf Arten, die vorwiegend in Zentralamerika vorkommen.

## Merkmale
Diese Nagetiere ähneln anderen Taschenratten im Körperbau, sie sind aber deutlich größer. Die Kopf-Rumpf-Länge liegt zwischen 10 und 35 cm und das Gewicht variiert zwischen 150 und 900 g. Die Schwanzlänge beträgt 5 bis 14 cm. Das Fell der Riesentaschenratten ist auf der Oberseite schwarzbraun und an der Unterseite heller. Bei verschiedenen Arten kommen weiße Bänder oder Flecken auf dem Rücken oder im Gesicht vor. Arten kälterer Regionen haben allgemein ein weicheres und dichteres Fell. Die oberen Schneidezähne besitzen in der Mitte eine auffällige Fuge.

## Arten und Verbreitung
Laut Wilson & Reeder (2005) werden elf Arten unterschieden.
- Chiriqui-Taschenratte (Orthogeomys cavator) Bangs, 1902 – südliches Costa Rica und westliches Panama
- Cherrie-Taschenratte (Orthogeomys cherriei) J. A. Allen, 1893 – nördliches Costa Rica
- Oaxaca-Taschenratte (Orthogeomys cuniculus) Elliot, 1905 – im Südwesten des Bundesstaates Oaxaca, Mexiko
- Darién-Taschenratte (Orthogeomys dariensis) Goldman, 1912 – östliches Panama
- Riesentaschenratte oder Hamsterratte (Orthogeomys grandis Thomas, 1893) – südwestliches Mexiko bis Honduras
- Irazu-Taschenratte (Orthogeomys heterodus) Peters, 1865 – zentrales Costa Rica
- Yucatan-Taschenratte oder Raue Borstentaschenratte (Orthogeomys hispidus) LeConte, 1852 – südöstliches Mexiko bis nordwestliches Honduras
- Veracruz-Taschenratte oder Große Mexikanische Taltuza (Orthogeomys lanius) Elliot, 1905 – am Südosthang des Mt. Orizaba, westliches Mexiko
- Nicaragua-Taschenratte (Orthogeomys matagalpae) J. A. Allen, 1910 – zentrales Nicaragua
- Kolumbianische Taschenratte (Orthogeomys thaeleri) Alberico, 1990 – nordwestliches Kolumbien (wird seit 2015 als Unterart von Orthogeomys dariensis gelistet)
- Underwood-Taschenratte (Orthogeomys underwoodi) Osgood, 1931 – Westküste Costa Ricas und Nordwesten Panamas

## Lebensweise
Als Habitat dienen tropische Regenwälder und andere Wälder. In Gebirgen erreichen Riesentaschenratten 3000 m Meereshöhe.
Die einzelnen Exemplare graben Tunnelsysteme, die dicht unter der Erdoberfläche liegen. Der Bau hat mehrere Kammern, die mit Pflanzenteilen gepolstert werden oder als Lager dienen. Riesentaschenratten halten sich vorwiegend in diesen Bauen auf, nur in der Nacht kommen sie gelegentlich heraus. Sie fressen Wurzeln, Knollen und verschiedene grüne Pflanzenteile, die vom Tunnel erreicht werden.
Weibchen haben meist zwei Würfe pro Jahr mit ein bis vier Jungtieren. Die Geschlechtsreife wird sehr schnell erreicht, Weibchen können schon nach drei Monaten eigenen Nachwuchs aufziehen.

## Riesentaschenratten und Menschen
Riesentaschenratten werden von den zentralamerikanischen Bauern als Schadtiere angesehen. Das Fangen der Exemplare ist in Mexiko ein anerkannter Beruf, Tucero, der meist innerhalb einer Familie vererbt wird. Arten mit einem kleinen Verbreitungsgebiet sind durch die Bejagung vom Aussterben bedroht. Die meisten Riesentaschenratten werden dagegen von der IUCN als nicht gefährdet (least concern) gelistet.

## Referenzliteratur
- Ronald M. Nowak: Walker's Mammals of the World. 2 Bände. 6. Auflage. Johns Hopkins University Press, Baltimore MD u. a. 1999, ISBN 0-8018-5789-9.